# ANobii
aNobii是一個網路書櫃類型的網路社群網站，使用者登入後，可以利用該網站其他使用者已經建立的書籍詳細資料來快速建立編寫自己的書目清單（包括想得到的、已經擁有和已經售出等），並且編寫每本書的閱讀心得、評價，而其他使用者可以在每本書看到其他人對該書的閱讀心得、評價。 由於該網站的書目資料，閱讀心得都是由使用者所建立的，而不是由網站管理人員建立，故它被歸類為Web 2.0類型的網站。

## 名稱
aNobii站名的名稱是取自於Anobium punctatum開頭的音節，Anobium punctatum為一种書蟲的拉丁文名稱。

## 歷史
aNobii 由香港人宋漢生於2006年放棄修讀MBA而創辦。一年半後，有外國創投基金提出收購網站，令他決定辭去專欄寫作一職，全力發展 Anobii。其名稱「aNobii」乃自家具蠹蟲的學名「Anobium Punctatum」而來。
aNobii於2010年被英國HMV Group牽頭收購，參與的包括六大出版商中的三大（HarperCollins, Penguin 及 The Random House Group）。
2011年，Anobii推出2.0系統，並與英國十間出版社達成合作協議，於網上銷售這些出版社的圖書。
2014年1月，aNobii被賣給義大利出版商阿諾多·蒙達利出版公司。
2019年五月29日，aNobii又被賣給義大利行動app開發商，Ovolab。

## 中國大陸封鎖
依據GreatFire測試，該網站在中國大陸被當局的防火长城封鎖，即當地網民無法正常訪問該網站，2022年7月或更早起被封鎖至今。